# Lithothelium illotum
Lithothelium illotum är en lavart som först beskrevs av William Nylander och fick sitt nu gällande namn av Aptroot. 
Lithothelium illotum ingår i släktet Lithothelium och familjen Pyrenulaceae. Inga underarter finns listade i Catalogue of Life.